# 春日 (文京区)
春日（かすが）は、東京都文京区の町名。現行行政地名は春日一丁目および春日二丁目。住居表示実施済区域。

## 地理
東京都文京区南部に位置する。北で小石川、東で本郷、南で後楽、南西で水道、西で小日向と接する。国道254号（春日通り）に沿って北西から南東に延びる細長い町域を持つ。南東側が春日一丁目、北西側が春日二丁目となる。春日一丁目の東端部には文京区役所が置かれ、区の行政上の中心になっている。

## 歴史
1630年（寛永7年）に徳川家光の乳母春日局が拝領、町屋にした。金富町、仲町、大和町、水道町、大門町、同心町などを吸収・合併し成立。本来の春日は現在の後楽であるが、該当する町名が見つからず住居表示で採用された。2丁目には三井家の邸宅が存在する。

## 世帯数と人口
2025年（令和7年）3月1日現在（文京区発表）の世帯数と人口は以下の通りである。
| 丁目       | 世帯数    | 人口    |
| ---------- | --------- | ------- |
| 春日一丁目 | 1,013世帯 | 1,541人 |
| 春日二丁目 | 2,272世帯 | 4,371人 |
| 計         | 3,285世帯 | 5,912人 |

### 人口の変遷
国勢調査による人口の推移。
| 年                 | 人口  |
| ------------------ | ----- |
| 1995年（平成7年）  | 4,136 |
| 2000年（平成12年） | 4,003 |
| 2005年（平成17年） | 4,774 |
| 2010年（平成22年） | 5,736 |
| 2015年（平成27年） | 5,789 |
| 2020年（令和2年）  | 6,160 |

### 世帯数の変遷
国勢調査による世帯数の推移。
| 年                 | 世帯数 |
| ------------------ | ------ |
| 1995年（平成7年）  | 1,911  |
| 2000年（平成12年） | 2,056  |
| 2005年（平成17年） | 2,554  |
| 2010年（平成22年） | 3,238  |
| 2015年（平成27年） | 3,236  |
| 2020年（令和2年）  | 3,306  |

## 学区
区立小・中学校に通う場合、学区は以下の通りとなる（2020年9月現在）。
| 丁目       | 番地                                                                                          | 小学校             | 中学校             |
| ---------- | --------------------------------------------------------------------------------------------- | ------------------ | ------------------ |
| 春日一丁目 | 1〜4番 5番(2号は除く） 11番9〜21号 12番4号 13〜16番                                           | 文京区立礫川小学校 | 文京区立第三中学校 |
| 春日一丁目 | 5番2号、6〜10番 11番2〜8号 12番1〜3・6〜12号                                                  | 文京区立金富小学校 | 文京区立第三中学校 |
| 春日二丁目 | 1〜4番、21〜22番 23番2〜8・17〜20号 23番16号（一部） 24番1〜7・20号 24番19号（一部） 25〜26番 | 文京区立金富小学校 | 文京区立第三中学校 |
| 春日二丁目 | 23番10〜15号 23番16号（一部） 24番11〜18号 24番19号（一部）                                   | 文京区立礫川小学校 | 文京区立第三中学校 |
| 春日二丁目 | 5〜20番                                                                                       | 文京区立金富小学校 | 文京区立茗台中学校 |

## 交通

### 鉄道
- 都営地下鉄三田線、大江戸線 春日駅 - 三田線の駅は本郷に所在。
- 東京メトロ丸ノ内線、南北線 後楽園駅

### バス
都営バス
- 「春日駅前（文京シビックセンター前）」：都02、都02乙、上69、上60
- 「東京ドームシティ」：都02、都02乙
- 「春日一丁目」：都02乙（一ツ橋方面）
- 「富坂上」：都02、都02乙、上69
- 「伝通院前」：都02、都02乙、上69
- 「春日二丁目」：都02、都02乙

文京区コミュニティバス「Bーぐる」
- 「文京シビックセンター（春日駅前）」：東京ドームホテル経由千駄木方面

（都営バス東京ドームシティ行の春日駅前と同じ位置）
- 「ラクーア」：千駄木方面

### 道路
- 春日通り
- 白山通り
- 本郷通り

## 事業所
2021年（令和3年）現在の経済センサス調査による事業所数と従業員数は以下の通りである。
| 丁目       | 事業所数  | 従業員数 |
| ---------- | --------- | -------- |
| 春日一丁目 | 214事業所 | 6,251人  |
| 春日二丁目 | 148事業所 | 1,031人  |
| 計         | 362事業所 | 7,282人  |

### 事業者数の変遷
経済センサスによる事業所数の推移。
| 年                 | 事業者数 |
| ------------------ | -------- |
| 2016年（平成28年） | 340      |
| 2021年（令和3年）  | 362      |

### 従業員数の変遷
経済センサスによる従業員数の推移。
| 年                 | 従業員数 |
| ------------------ | -------- |
| 2016年（平成28年） | 5,414    |
| 2021年（令和3年）  | 7,282    |

## 施設
- 文京区役所（文京シビックセンター、文京シビックホール）
- ベナン大使館 - 文京区唯一、かつ最北の駐日外国大使館。

- 文京区礫川公園
- 東京都戦没者霊苑
- 講道館（柔道）
- 中央大学大学院理工学研究科・理工学部（後楽園キャンパス）

- 中央大学ビジネススクール
- 中央大学高等学校
- 文京区立第三中学校
- 文京区立茗台中学校
- 文京区立金富小学校
- 龍閑寺
- 西岸寺

## その他

### 日本郵便
- 郵便番号 : 112-0003[3]（集配局 : 小石川郵便局[16]）。